# Namilyango
Namilyango est une colline dans le district de Mukono, dans le sud-centre de l'Ouganda. La colline s'élève 1 220 mètres (4 000 pieds) d'altitude.

## Lieu
Namilyango est situé à environ 19 kilomètres (12 miles), par la route, à l'est de Kampala, capitale de l'Ouganda et la plus grande ville. Son emplacement est approximativement 8 kilomètres (5,0 mi), par la route, au sud-ouest de Mukono, le siège du district. Les coordonnées de Namilyango sont les suivantes : 00 20 21N, 32 43 05E (Latitude : 0,3390; Longitude : 32.7180.)

## Histoire
On sait peu sur l'histoire de Namilyango avant le XXe siècle. Vers 1900, les Missionnaires de Mill Hill installés sur la colline et ont commencé à construire le collège de Namilyango, un milieu prestigieux et l'école secondaire, à l'origine destiné à éduquer les fils de chefs. Le collège a ouvert en 1902, les garçons premier pensionnat en Ouganda.
En 1907, le directeur du collège a été Namilyango confier des responsabilités supplémentaires en tant que curé de la nouvelle paroisse emballé Namilyango catholique. Cependant, cet arrangement ne dura que jusqu'en 1912, lorsque la paroisse a été séparée de l'Ordre .
En 1932, les Sœurs Franciscaines, sous la direction de La mère de Kevin de l'Irlande, après une demande par Mgr l'archevêque, puis du Haut-Nil Vicariat Campling, a ouvert Boys Namilyango Junior School. L'objectif principal de la nouvelle école a été d'établir une école spéciale préparatoire qui serait «nourrir» les élèves à Namilyango collèges et autres établissements d'enseignement. Aujourd'hui Namilyango Junior Boys 'School envoie plus de quarante étudiants de Namilyango Collège chaque année sur le mérite pour l'enseignement secondaire.

## Culture
Les repères sur Namilyango Hill comprennent :
- Namilyango College - Un prestigieux, tous les garçons-, d'embarquement, à l'école secondaire (8 e -13) [4]
- Namilyango Junior Boys School - Un soldat, tous les garçons-, d'embarquement, à l'école primaire (classes 1 - 8) [5]
- Namilyango Primary School - Un public, non-résidentiels, mixtes école primaire (classes 1 - 8)
- Namilyango Senior Secondary School - un public non-résidentiel, l'école secondaire mixte (8 e - 11)
- Namilyango église paroissiale - Un lieu de culte affilié à l'Église catholique, administré par l'archidiocèse catholique de Kampala.